# L3ハリス・ウェスカム
L3ハリス・ウェスカム（英語：L3Harris WESCAM）は、ジャイロ安定式EO-IRイメージングシステムの製造を専門とするカナダの企業である。ウェスカムはL3ハリス・テクノロジーズの子会社である。世界中のいくつかの組織が同様のシステムを製造しているが、その名前はこの種のカメラの代名詞となっている。ウェスカム社はカナダのオンタリオ州バーリントンに本社を置いている。

## 歴史

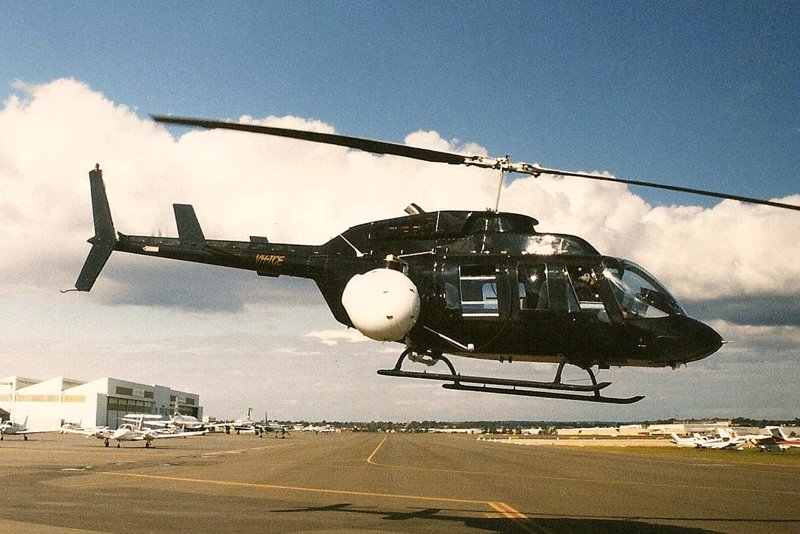
ウェスカムジャイロ安定化カメラを搭載したベル・ロングレンジャー

1959年、ウェスティングハウス・カナダの軍事部門は、カナダ国防研究機関のために安定化カメラマウントを開発した。この製品はWESSCAM - ウェスティングハウス安定操作カメラマウントと名付けられた。
1974年、WESSCAMの発明者であるノックス・リービットは、ウェスティングハウスから実験装置と特許を購入し、Istecリミテッド（防振安定テクノロジーズ）を設立した。同社は17人の従業員を擁し、約100万ドルの収益を上げていた。内部成長と戦略的買収により、大幅な拡大を経験した。これにより、同社に補完的な技術が導入され、知的能力と市場シェアが拡大した。
1994年にIstecはウェスカムに社名を変更し、1995年にはトロント証券取引所に上場した。
2002年、L3テクノロジーズはウェスカムを買収した。L3テクノロジーズの一部として、ウェスカムはアメリカでのプレゼンスを拡大し、顧客に提供する製品とサービスの基盤を拡大した。
2019年6月、親会社である - L3テクノロジーズがハリス・コーポレーションとの「対等合併」を行ったことで、L3ウェスカムはL3ハリス・ウェスカムとなった。

## 製品
ウェスカムの主要製品ラインはMXシリーズで、MX-8、MX-10、MX-15、MX-20、MX-25などのMXシリーズタレットファミリーで構成されている。これらはすべてアメリカの国際武器取引規則によって管理されている。現在、防衛、国土防衛、法執行機関やNASCARのようなテレビ放映されるスポーツイベントで使用されている。これらの製品は通常、固定翼機、回転翼機、UAV、軽航空機の空中プラットフォームに搭載されており、また、多数の装甲車や海洋ベースのプラットフォームにも搭載されている。

### MX-10
2009年に発売されたMX-10は、ウェスカムの最新のイメージングシステムである。完全に統合された重量は38ポンド（17.2kg）で、直径10インチ（26cm）、高さ14インチ（36cm）である。この小ささと低重量により、有人および無人の空中プラットフォームへの設置への重量と手続きの要件を軽減する。MX-10には、高精細昼光・赤外線センサーなど、複数の異なるタイプのセンサー（最大6個）を組み込むことができる。
ウェスカムは、より幅広い用途に対応できるようMX-10のバリエーションを増やしてきた。MX-10GS (GS：陸上システム)は、地上の車両に取り付けてられるようになっており、マストやタワーの上に搭載することで、車両が移動中か静止中かに関わらず、より高い視点で見ることができる。また、MX-10MS（MS：海洋システム）も開発され、ザイベックス・テクノロジーズはピランハ無人水上艇（USV)で運用している。照準型のMX-10Dもある。
ウェスカムのMX-10は、軽飛行機からの監視ミッション用のコンパクトなマルチセンサー、マルチスペクトルイメージングシステムである。
ウェスカムMX-10赤外線画像システムは2つのカメラを搭載している。主に日中に使用されるカラーカメラは、750フィート以上離れた場所からナンバープレートサイズの物体の読取が可能。2台目のカメラは赤外線装置で、昼夜の使用が可能。赤外線技術の使用により、夜間には検出されない可能性のある物体を見ることができる。

### MX-15
MX-15はウェスカムの最も人気のあるイメージングシステムのファミリーである。このタレットは、直径15.5インチ（40cm）、高さ19インチ（48cm）で、最大重量45kg（100ポンド）まで対応している。MX-15ファミリーには、MX-15、MX-15HDi（高精細型）、MX-15D（照準型）、MX-15GS（地上システム型）がある。これらの画像処理システムは通常、有人の固定翼・回転翼機に搭載されている。

### MX-20
MXシリーズの中でもMX-20は最大のイメージングシステムで、重量は最大198ポンド（90kg）である。直径は21インチ（54cm）、高さは26インチ（67cm）。この大型のシステムは、通常、P-3オリオンなどの大型固定翼機や軽航空機に搭載されている。このタレットは、20km以上離れた場所から対象を特定し交戦が可能なため、長距離監視に使用される。

### MX-25
MX-25は、有人・無人の航空機、UAV、軽航空機からの長時間監視・偵察任務に適している。

### MXシリーズの主な属性
- 簡素化された設置/統合：簡素化された設置/統合：これらの製品は、外付けやサポート電子機器を必要としないため、設置が簡単になり、重量やスペースの必要性を軽減する。また、タレットモデルとプラットフォーム間の互換性を維持するために、共通のオペレータインターフェースとライン交換ユニット（LRU）を実装している。
- 長距離の最適化：MXシリーズのイメージングシステムは、高倍率を実現するために特注設計の大口径レンズ、高解像度を実現する最新のセンサー、そして「動かない」安定化を実現するためのミサイル級の固体慣性計測ユニットを使用している[11]。
- オンボード慣性計測装置（IMU）：類似の製品では、カメラの安定化にIMU用のインターケースを取り付ける必要があるが、MXシリーズには統合IMUが内蔵されているため、ペイロードの要件の軽減が可能。IMUにより、航空機の機動飛行や航空機のGPS/INSシステムのノイズにもかかわらず、システムはあらゆる地理的位置をジッターフリーで正確にロックオンし、非常に高い目標位置精度を実現している。GPSアンテナに接続すると、搭載されたIMUにより、サードパーティの移動地図システムから提供されるあらゆる地理的位置をタレットが指し示すことができる。
- サードパーティシステムとの互換性：MXシリーズのタレットは、リアルタイムで状況を明確に把握するためにサードパーティの通信システムにダウンリンクすることができる。この互換性により、複雑で多機能なシステムまで幅広く搭載できるようになった。
- 継続的な改善：ウェスカムは、最新の技術をMXシリーズに組み込むために、研究開発に多額の投資を行っている。いくつかの契約ではスパイラルの成長経路も含まれていて、顧客の変化する要求に合わせてタレットを時間の経過とともに変更できるようになっている[12]。

## 顧客
ウェスカムは世界中の軍や機関にサービスを提供している。以下にその顧客の一部である。
- バイラクタル TB2、トルコ[13]
- 無人機研究システム、日本
- 空中消火、フランス
- オーストラリア連邦警察（英語版）
- 国防省 (カナダ)
- モスズ・ダスクアドラ（英語版）
- チリ海軍
- 国家憲兵隊 (フランス)
- アイスランド沿岸警備隊
- リトアニア空軍
- ルクセンブルク警察
- OHB SE（英語版）、ドイツ
- ポルトガル空軍
- オランダ空軍
- ノルウェー空軍
- スペインの漁師
- 緊急事態対処部隊（英語版）、スペイン
- 国家警察空挺部隊（英語版）
- スウェーデン沿岸警備隊
- トラフィコスペイン
- 海事沿岸警備庁、イギリス
- 国防省 (イギリス)
- アメリカ空軍
- アメリカ陸軍
- アメリカ合衆国税関・国境警備局
- 連邦捜査局、アメリカ
- アメリカ海軍